# Campeonato Mundial de Curling Masculino de 2006
El XLVIII Campeonato Mundial de Curling Masculino se celebró en Lowell (Estados Unidos) entre el 1 y el 9 de abril de 2006 bajo la organización de la Federación Mundial de Curling (WCF) y la Federación Estadounidense de Curling.
Las competiciones se realizaron en la Paul Tsongas Arena de la ciudad estadounidense.

## Tabla de posiciones
| Pos | Equipo         | G | P  | G–P |
| --- | -------------- | - | -- | --- |
| 1   | Escocia        | 9 | 2  | –   |
| 2   | Canadá         | 8 | 3  | –   |
| 3   | Noruega        | 7 | 4  | 1–0 |
| 4   | Estados Unidos | 7 | 4  | 0–1 |
| 5   | Finlandia      | 6 | 5  | 2–0 |
| 6   | Suiza          | 6 | 5  | 1–1 |
| 7   | Suecia         | 6 | 5  | 0–2 |
| 8   | Dinamarca      | 5 | 6  | 1–0 |
| 9   | Australia      | 5 | 6  | 0–1 |
| 10  | Alemania       | 4 | 7  | –   |
| 11  | Japón          | 2 | 9  | –   |
| 12  | Irlanda        | 1 | 10 | –   |

## Cuadro final
|  | Clasif. a semifinal | Clasif. a semifinal | Clasif. a semifinal |  |  | Semifinal | Semifinal |  |         | Final  | Final |
|  |                     |                     |                     |  |  |           |           |  |         |        |       |
|  | 1                   | Escocia             | 2                   |  |  |           |           |  |         |        |       |
|  | 2                   | Canadá              | 8                   |  |  |           |           |  |         | Canadá | 4     |
|  |                     |                     |                     |  |  | Escocia   | 6         |  | Escocia | 7      |       |
|  |                     | Noruega             | 4                   |  |  |           |           |  |         |        |       |
|  | 3                   | Noruega             | 8                   |  |  |           |           |  |         |        |       |
|  | 4                   | Estados Unidos      | 5                   |  |  |           |           |  |         |        |       |

## Medallistas
| Evento    | Oro                                                                       | Plata                                                                                        | Bronce                                                                                  |
| --------- | ------------------------------------------------------------------------- | -------------------------------------------------------------------------------------------- | --------------------------------------------------------------------------------------- |
| Masculino | Escocia David Murdoch Ewan MacDonald Warwick Smith Euan Byers Peter Smith | Canadá · Jean-Michel Ménard · François Roberge · Éric Sylvain · Maxime Elmaleh · Jean Gagnon | Noruega · Thomas Ulsrud · Torger Nergård · Thomas Due · Jan Thoresen · Christoffer Svae |